# Economia da nostalgia
Economia da Nostalgia é um termo usado em economia para designar o ato de consumir bens que suscitam memórias do passado, estando associada aos sentimentos de nostalgia e saudade, sendo uma tendência social e cultural recente.
Sinais nostálgicos podem ser encontrados em muitas áreas de consumo, bem como na publicidade. A escolha de usar pistas nostálgicas pode ser justificada pelo fato de que os símbolos nostálgicos provocam memórias afetivas, que por sua vez induzem emoções nos consumidores. Na mídia e na publicidade, referências que evocam nostalgia são utilizadas estrategicamente para criar um senso de associação entre os produtos e os consumidores, a fim de convencer o público a consumir. Como a onda do início dos anos 90 de marketing relacionado à nostalgia adotou referências dos anos 60 para cativar os jovens adultos daquela época, da mesma forma, as estratégias de marketing correspondentes funcionam hoje em dia referindo-se aos antecedentes dos consumidores de hoje. Muitos produtos e embalagens relacionados ao passado foram reintroduzidos em diversos setores do mercado. As linhas a seguir tratarão de exemplos significativos do uso da nostalgia em diferentes áreas de consumo.

## História e teoria
Pode-se dizer que, por meio do consumo cotidiano, os bens adquirem novos significados em relação à forma como os consumidores os utilizam e os percebem. De fato, os consumidores se inscrevem em um novo tipo de atividade, transformando bens em objetos pessoais por meio de um trabalho ativo de simbolização. Conforme relatado por Sassatelli no livro Consumer Culture, “o valor das coisas depende do valor que lhes é dado pelo sujeito, ao invés de ser fundado em absolutos”.

### Origens
As origens da Economia da Nostalgia remontam à segunda metade do Século XX. Conforme explicado pelo sociólogo Fred Davis (1979) no artigo "Media, Memory and Nostalgia in Contemporary France: Between Commemoration, Memorialisation, Reflection and Restoration", um dos primeiros a estudar o assunto, dividiu a experiência nostálgica em três níveis diferentes: simples, reflexiva e interpretadA. O primeiro se baseia na crença de que "as coisas eram melhores no passado". No segundo nível, o indivíduo começa a levantar questões sobre a verdade da afirmação nostálgica, entrando então no terceiro, indo além das questões de exatidão histórica para uma análise mais profunda.
No que diz respeito à dimensão do consumo, pode-se dizer que o primeiro nível proposto por Davis nos ajuda a entender como a nostalgia consumida sempre alcançou excelentes resultados em diversos mercados a partir dos anos 1900: as gerações costumam vivenciar esse sentimento por uma época anterior à sua. de cerca de vinte anos. Hoje, a nostalgia mais icônica é aquela que vem do início dos anos 2000. De qualquer forma, essa nostalgia pode se transformar em uma visão utópica do passado, já que "a percepção idealizada de um indivíduo apaga automaticamente qualquer traço negativo".
Do ponto de vista sociológico, o antropólogo Grant McCracken (1988) fala da pátina do tempo como o valor que os objetos ganham com o passar do tempo: está estritamente relacionada à família, como a ação de transmitir um objeto por meio de diferentes. gerações, e coloca sua ênfase no passado. É de alguma forma oposta à definição de moda dada por Georg Simmel, focada em uma ênfase individualista do presente e sua novidade. Essa visão dualística ainda está presente nas sociedades contemporâneas, mesmo que hoje esses dois elementos pareçam coexistir: a pátina foi recuperada em formas simuladas, criadas por meio da produção em massa, como os itens envelhecidos artificialmente. Esta nova dimensão do consumo é enriquecida por um "hedonismo moderno", descrito por Campbell como um estado privado da mente através do qual os bens se tornam o resultado da criatividade e fantasia humanas.